# 1896 год в литературе

## События
- Поэма Генри Лонгфелло «Песнь о Гайавате» впервые опубликована на русском языке в переводе И. А. Бунина в газете «Орловский вестник» (в конце года — отдельной книгой).
- Л. Н. Толстым был написан первый вариант повести «Хаджи-Мурат»[1].

## Книги
- «12 песен» — второй и последний поэтический сборник Мориса Метерлинка.
- «Аглавена и Селизетта» — пьеса-сказка Мориса Метерлинка.
- «Алёнушкины сказки» — сборник сказок для детей Д. Н. Мамина-Сибиряка.
- «Ариана и Синяя Борода» — пьеса-сказка Мориса Метерлинка.
- «Байбаки: из опыта мелкопоместных» — рассказ Ивана Бунина[2].
- «Голос жизни» — рассказ Кнута Гамсуна.
- «Дом с мезонином. Рассказ художника» — рассказ А. П. Чехова.
- «Дядя Ваня» — пьеса А. П. Чехова.
- «Изгнанник» — второй роман Джозефа Конрада.
- «Йун Габриель Боркман» (John Gabriel Borkman) — пьеса Генрика Ибсена.
- «Камо грядеши» — роман Генрика Сенкевича.
- «Киевские типы» — сборник очерков, первая книга Александра Ивановича Куприна, издана в Киеве.
- «Кловис Дардантор» — роман Жюля Верна.
- «Колдун» — роман Генри Райдера Хаггарда.
- «Колёса фортуны» — роман Герберта Уэллса.
- «Моя жизнь» — повесть А. П. Чехова.
- «Личные воспоминания о Жанне д’Арк сьера Луи де Конта, её пажа и секретаря» — произведение Марка Твена.
- «Молох» — повесть Александра Куприна[3].
- «Отважные капитаны» — роман Редьярда Киплинга.
- «Прекрасная Гранада» — произведение испанского писателя Анхеля Ганивета.
- «Рим» — второй роман трилогии «Три города» Эмиля Золя[4].
- «Утехи и дни» — сборник новелл Марселя Пруста.
- «Флаг родины» — роман Жюля Верна.
- «Чайка» — пьеса А. П. Чехова.
- «Усадьба Людвигсбакке»  —  роман Германа Банга.

## Родились
- 14 января — Джон Дос Пассос, американский писатель португальского происхождения (умер в 1970).
- 18 января — Корнелий Люцианович Зелинский, советский литературовед и литературный критик (умер в 1970).
- 2 февраля 
  - Балис Сруога, литовский писатель, критик, литературовед (умер в 1947).
  - Шандор Гергей, венгерский писатель (умер в 1966).
- 18 февраля — Андре Бретон, французский писатель и поэт, основоположник сюрреализма (умер в 1966).
- 20 февраля — Корнелиу Пена, бразильский писатель (умер в 1958).
- 22 февраля — Пол ван Остайен, бельгийский поэт (умер в 1928).
- 1 марта – Виктор Витнер, австрийский поэт (умер в 1949).
- 5 апреля — Юлюс Янонис, литовский поэт (покончил с собой в 1917).
- 18 апреля 
  - На Хе Сок, корейская поэтесса, писательница (умерла в 1948).
  - Шабьер Лисарди, баскский поэт и драматург (умер в 1933).
- 16 июня — Мюррей Лейнстер, американский писатель-фантаст (умер в 1975).
- 17 июля — Юрьё Вилхо Сойни , финский журналист, писатель, сценарист, драматург (умер в 1975).
- 23 июля — Людвик Вацулик, чешский писатель и журналист-фельетонист (умер в 2015).
- 27 декабря — Карл Цукмайер, немецкий писатель, поэт, драматург (умер в 1977).

## Умерли
- 2 января — Николай Александрович Маев, русский писатель, журналист (родился в 1835).
- 5 января — Иван Фёдорович Горбунов, русский прозаик, рассказчик и актёр (родился в 1831).
- 8 января — Поль Верлен, французский поэт (родился в 1844).
- 4 февраля — Элизабет Гротгус, немецкая писательница и драматург  (род. в 1820).
- 17 мая — Вера Петровна Желиховская, русская писательница (родилась в 1835).
- 15 июня — Тодор Шишков, болгарский поэт, драматург, переводчик  (род. в 1833).
- 1 июля — Гарриет Бичер-Стоу, американская писательница (родилась в 1811).
- 8 августа — Юрий Николаевич Говоруха-Отрок, русский писатель и публицист, литературный критик (родился в 1851).
- 8 сентября — Александр Арнабольди, итальянский поэт (родился в 1827).
- 23 сентября — Ивар Осен, норвежский лингвист и поэт (родился в 1813).
- 1 декабря — Стефан Шольц-Рогозиньский, польский путешественник, исследователь Африки, писатель (родился в 1861).
- 17 декабря — Поль-Огюст Арен, французский поэт и писатель (родился в 1843).